# Kerásia (Héraklion)
Kerásia, en grec moderne : Κεράσια, est un village du dème de Héraklion, dans le district régional de Héraklion, de la Crète, en Grèce. Selon le recensement de 2001, la population de Kerásia compte 366 habitants.
Le village est situé à une altitude de 340 m et à une distance de 19 km de Héraklion.